# LEN Euro Cup 2023-2024
La LEN Euro Cup 2023-2024 è stata la 32ª edizione del secondo torneo europeo di pallanuoto per squadre di club.
La competizione è iniziata il 21 settembre 2023 e si è conclusa il 18 maggio 2024. La squadra vincitrice è lo  Jug Dubrovnik, che ha sconfitto in finale il Primorje. 
Per la prima volta nella competizione le semifinali e la finale si sono giocate con la formula della final four il 17 e il 18 di maggio, senza quindi gare di andata e ritorno.